# Тајланд на Светском првенству у атлетици на отвореном 2022.
Тајланд је учествовао на 18. Светском првенству у атлетици на отвореном 2022. одржаном у Јуџину  од 15. до 25. јула осамнаести пут, односно учествовао је на свим првенствима до данас. Репрезентацију Тајланда представљао је 1 такмичар који се такмичио у трци на 5.000 метара.,
На овом првенству представник Тајланд није освојио ниједну медаљу нити је остварио неки резултат.

## Учесници
Мушкарци:
- Киеран Тунтивајт — 5.000 м

## Резултати

### Мушкарци
| Атлетичар        | Дисциплина | Лични рекорд | Квалификације | Квалификације | Полуфинале | Полуфинале | Финале               | Финале       | Детаљи |
| Атлетичар        | Дисциплина | Лични рекорд | Резултат      | Место         | Резултат   | Место      | Резултат             | Место        | Детаљи |
| ---------------- | ---------- | ------------ | ------------- | ------------- | ---------- | ---------- | -------------------- | ------------ | ------ |
| Киеран Тунтивајт | 5.000 м    | 13:42,75     | 14:19,28      | 19. у гр. 2   |            |            | Није се квалификовао | 40 / 41 (42) |        |